# Траралгон
Траралгон (енгл. Traralgon) је град Аустралији у савезној држави Викторија (Аустралија). Према попису из 2006. у граду је живело 21.960 становника.

## Становништво
Према попису, у граду је 2006. живело 21.960 становника.
| 1991.  | 1996.  | 2001.  | 2006.  |
| ------ | ------ | ------ | ------ |
| 19,699 | 19,614 | 18,993 | 21,960 |